# 7505 Furusho
7505 Furusho è un asteroide areosecante del diametro medio di circa 9,07 km. Scoperto nel 1997, presenta un'orbita caratterizzata da un semiasse maggiore pari a 2,6373137 UA e da un'eccentricità di 0,3802163, inclinata di 6,38008° rispetto all'eclittica.